# Equus hemionus hemionus
Equus hemionus hemionus (кулан монгольський) — номінальний підвид кулана. Зустрічається на півдні Монголії та північному Китаї. Раніше був розповсюджений у Східному Казахстані та Південному Сибіру, де зник через полювання. Станом на 2015 рік, монгольський кулан має статус вид, близький до загрозливого стану згідно IUCN. Поточні оцінки популяції — приблизно 42 000 голів у Монголії та близько 5000 голів у Північному Китаї.

## Ареал
Ареал розповсюдження монгольського кулана переважно обмежений сухими степами, напівпустельними та пустельними теренами пустелі Гобі.
Монгольський кулан — найпоширеніший підвид, проте підвид втратив близько 50 % свого колишнього ареалу поширення в Монголії за останні 70 років. Ареал монгольських куланів у XVII — середина ХІХ століття охоплював більшу частину Монголії, райони Сибіру та Маньчжурії, західну частину Внутрішньої Монголії та північну частину Сіньцзяну. Потім його діапазон розповсюдження різко скоротився протягом 1990-х років. Дослідження 1994—1997 рр. оцінило його чисельність у 33 000—63 000 голів у постійному ареалі розповсюдження, що охоплює всю південну Монголію. В 2003 році в новому дослідженні було виявлено приблизно 20 000 голів на площі 177 533 км² на півдні Монголії. Популяція зменшилася до 14 000 голів у 2009 році. До оцінок монгольської популяції слід ставитися обережно через відсутність перевірених джерел

## Біологія та поведінка
Монгольські кулани — травоїдні ссавці. Вони також харчуються чагарниками та деревами в більш сухих місцях проживання. Весною та влітку в Монголії сукулентні рослини родини Zygophyllaceae становлять важливий компонент раціону монгольських куланів.
Відомо, що монгольські кулани копають нори на сухих руслах річок для доступу до підземної води для пиття через брак води під час спекотного літа в пустелі Гобі. Копанки, що викопують кулани, також використовуються іншими видами (дикими та домашніми), а також людьми для доступу до води.

## Загрози
Популяція монгольських куланів скорочується через браконьєрство та конкуренцію з випасу худоби. Стан збереження виду оцінюється як небезпечний.
На монгольського кулана полюють, крім людей, сірі вовки та куони, а раніше тигри, які вимерли у цьому регіоні.
Браконьєрство на м'ясо стає дедалі більшою проблемою в Монголії. Для деяких частин місцевого населення кулан та інша дичина, є дешевою альтернативою м'ясу домашніх тварин. Згідно з дослідженням 2005 року, було висловлено припущення, що щорічно до 4500 куланів, приблизно 20 % усієї популяції, знищується мисливцями. Більше того, політичні зміни на початку 1990-х років змусили частку міського населення повернутися до кочівництва, що призвело до різкого збільшення кількості людей та худоби в багатьох сільських районах.
Політичні та суспільні зміни порушили традиційні схеми використання земель, послабили контроль правоохоронних органів, а також змінили ставлення до використання природних ресурсів, наприклад, зробивши дику природу ресурсом «відкритого доступу». Очікується, що повторна міграція людей і їхньої худоби призведе до посилення взаємодії дикої природи та людини і може загрожувати виживанню рідкісних видів дикої природи в пустелі Гобі.